# Franz Reindl (hockey sur glace)
Pour les articles homonymes, voir Franz Reindl et Reindl.
Temple de la renommée allemand : 1988
Franz Reindl (né le 24 novembre 1954 à Garmisch-Partenkirchen) est un ancien joueur professionnel allemand de hockey sur glace. Depuis 2014, il est le président de la fédération d'Allemagne de hockey sur glace.

## Carrière

### En tant que joueur
Reindl apprend le hockey au sein du SC Riessersee. Il intègre l'équipe élite pendant la saison 1971-1972.Lors de la saison 1981-1982, il est à égalité avec Erich Kühnhackl de l'EV Landshut le meilleur pointeur du championnat avec 102 points. Avec Riessersee, il est champion d'Allemagne en 1978 et en 1981 puis de nouveau 1985 avec Rosenheim qu'il a rejoint à l'été 1984. Il met fin à sa carrière de joueur à la fin de la saison 1987-1988.
En 669 matchs de championnat, Reindl a marqué 423 buts.
Franz Reindl a 181 sélections dans l'équipe d'Allemagne. Avec elle, il remporte la médaille de bronze aux Jeux olympiques d'hiver de 1976. Il participe également à neuf championnats du monde, trois Jeux Olympiques et à une Coupe Canada.

### En tant qu'entraîneur et dirigeant
De 1988 à 1991, Reindl est l'entraîneur du SC Riessersee, alors en 2. Bundesliga et dans des difficultés financières. Il parvient à éviter la relégation.
En 1991, il devient l'assistant du directeur technique Fritz Brechenmacher ainsi que du co-entraîneur Luděk Bukač pour l'équipe nationale. L'année suivante, il succède à Helmut Bauer en tant que directeur sportif, est aussi directeur du marketing de la fédération et reste entraîneur de la sélection allemande. De 1995 à 2003, il est directeur général de la fédération. En 1996, il est manager général de l'équipe nationale.
En 2000, il s'implique dans la direction du championnat du monde de hockey sur glace 2001. En 2003, Franz Reindl est secrétaire général, directeur sportif et directeur du marketing de la fédération d'Allemagne, secondé par Bodo Lauterjung.
Après la démission de Hans Zach comme entraîneur national, Reindl prend l'intérim de mai à septembre, participant à la Coupe du monde de hockey sur glace. En décembre 2006, il est de nouveau réélu au sein de la fédération en vue de l'organisation du championnat du monde de hockey sur glace 2010.
Franz Reindl est également membre de la Fédération internationale de hockey sur glace depuis 1998. Il s'est engagé pour l'élection du Munich comme organisateur des Jeux olympiques d'hiver de 2018.
Depuis juillet 2014, Franz Reindl est président de la fédération d'Allemagne de hockey sur glace à la place d'Uwe Harnos.

## Palmarès
- Champion d'Allemagne : 1978, 1981 et 1985.
- Médaille de bronze aux Jeux olympiques de 1976.